# Eucapnopsis quattuorsegmentata
Eucapnopsis quattuorsegmentata är en bäcksländeart som beskrevs av Okamoto 1922. Eucapnopsis quattuorsegmentata ingår i släktet Eucapnopsis och familjen småbäcksländor. Inga underarter finns listade i Catalogue of Life.